# Alla ricerca della pietra zodiacale
Alla ricerca della pietra zodiacale è un arco narrativo a fumetti della Disney Italia in 12 puntate, sceneggiato da Bruno Sarda e illustrato da Massimo De Vita e Franco Valussi.

## Storia editoriale
È stato pubblicato per la prima volta sul settimanale Topolino nel 1990 (dal numero 1780 al numero 1791).
La prima tavola riporta prima del titolo la frase La più lunga storia apparsa finora: in totale infatti conta 347 pagine. Da allora il record non è stato ancora battuto Ogni episodio ha un titolo a sé stante, accanto al quale appare una rappresentazione del segno zodiacale protagonista della puntata.
L'arco narrativo fu in seguito ristampato nel volume Oroscopissimo (collana Tutto Disney, n.2), nel dicembre 1995, e poi nel gennaio 2011 sul numero 9 della collana Tesori Disney, curato da Lidia Cannatella con approfondimenti di Luca Boschi e Alberto Becattini. successivamente fu riproposta all'interno della collana Le grandi saghe, edita dalla Panini Comics, suddivise in tre numeri consecutivi, dalle copertine inedite, usciti tra il dicembre 2022 e il gennaio 2023.
La storia è stata tradotta all'estero in Brasile, Germania, Danimarca, Spagna, Grecia, Norvegia e Svezia. Una parte della dodicesima puntata, limitatamente al racconto di Pippo sul suo avo, è stata pubblicata in USA con il titolo The Old West Diary of Goofalo Bill.

## Trama

### I dodici nomi(Acquario)
Zapotec e Marlin mandano Topolino e Pippo in viaggio nel tempo per studiare un villaggio di coloni americani. Casualmente, mentre aspettano che scada il tempo per tornare nella loro epoca,  i due fanno una scoperta che fa passare in secondo piano lo scopo originario della missione: assistono infatti alla riunione di una società segreta guidata dal Professor Zodiacus, un astrologo leggendario. Questi mostra ai suoi dodici discepoli il suo tesoro più prezioso, la Pietra Zodiacale, un disco d'oro che si dice permetta la conoscenza del futuro. Zodiacus divide la Pietra in dodici parti, ognuna raffigurante un diverso segno dello zodiaco, e le affida ai suoi seguaci, che dovranno portarle sempre con sé appese al collo, come ciondoli e diffondere l'astrologia nel nuovo continente, inoltre tra un anno dovranno rivedersi e lui sceglierà tra loro il suo successore. Topolino e Pippo vengono per sbaglio scoperti, ma vengono richiamati proprio in quel momento.
Di ritorno nel presente, Pippo si accorge di aver involontariamente portato con sé la pergamena su cui Zodiacus aveva scritto i nomi dei suoi dodici apprendisti astrologi. Zapotec svolge ricerche e scopre che la società segreta si sciolse in seguito alla misteriosa sparizione di Zodiacus, e che dunque nessuno era mai più stato in grado di ricomporre la Pietra Zodiacale. Decide allora di rintracciare i discendenti dei dodici, per vedere se ancora posseggono i ciondoli d'oro. Il gruppo discute a pranzo in un ristorante non accorgendosi che il loro cameriere è Gambadilegno (che si trovava lì per un furto) travestito. Il furfante viene così a conoscenza della Pietra e riesce a rubare la lista con i nomi dei discendenti, ma Marlin rassicura che ne ha fatto una copia.
Non potendo permettere che la Pietra cada in mani sbagliate, Topolino e Pippo si recano subito dai primi due discendenti, possessori delle pietre dell'Acquario e dello Scorpione: i cugini John e Sam Cotton che vivono entrambi a Miami. Sfortunatamente il maggiordomo dei Cabell li avvisa che i due sono in Amazzonia a studiare la flora e la fauna e non sa come aiutarli, ma da un indizio alla fine trovano il ciondolo dell'Aquario (proprio in un acquario, dove John colleziona diverse specie di pesci, ma inizialmente sembra una coincidenza casuale), ma non quello dello Scorpione, i due partono alla ricerca dei cugini.

### La valle degli scorpioni(Scorpione)
Arrivati in Brasile, Topolino e Pippo alla ricerca del possessore del ciondolo dello Scorpione, giungono nella Valle degli Scorpioni e devono vedersela con scorpioni e insetti giganteschi, salvo poi scoprire che si tratta di allucinazioni causate da un gas prodotto da piccoli fori del terreno, simili a minuscoli vulcani. Coprendo con massi tali cavità, le visioni spariscono.
I due trovano i Cotton, John accetta di lasciarli il suo ciondolo, dopo che Topolino racconta che il museo di Topolinia sta allestendo una mostra sulla storia dell'astrologia e Zodiacus, per questo cercano di completare la Pietra, ma Sam ha venduto il suo ad un personaggio misterioso, che Topolino sospetta sia Gambadilegno, anche se trova strano che non l'abbia rubato e i soldi usati per la trattativa sono veri. Salutati i cugini si mettono alla ricerca dell'acquirente e scoprono che in realtà è Paperon de' Paperoni, anche lui in cerca della Pietra Zodiacale accompagnato da Paperino e nipotini. L'aver tappato i buchi che emettevano gas provoca un violentissimo terremoto, ma fortunatamente i nostri eroi riescono a salvarsi.

### Per qualche scellino in più(Bilancia)
Gli eroi tornano al museo di Topolinia (omettendo il viaggio nel tempo), dopo aver consegnato i due ciondoli, Zio Paperone rivela di avere già quello della Bilancia, di come lo trovò e venne a sapere della Pietra: leggendo delle note nascoste in un vecchio libro di archeologia da Race McBenton, il quale aveva anche stilato una lista dei seguaci di Zodiacus (Paperone è naturalmente interessato al potere di vedere il futuro per fare dei profitti). Dopo alcune ricerche scoprì che l'ultimo discendente è Jim un giovane aspirante cantante rock, che vive in un antico castello in Scozia e vi si recò coi nipoti. Qui il ragazzo era perseguito dal fantasma di Henry un suo avo che lo tormentava giorno e notte, impedendogli di suonare. Paperone affrontò lo spettro, che rivelò di essere morto in seguito allo shock subito dopo che si era reso conto di essere stato truffato, l'imbroglione era un certo McTruc, un commerciante senza scrupoli che gli aveva fatto pagare "ben" tre scellini in più grazie ad una bilancia truccata. Il miliardario promise di vendicarlo in cambio del ciondolo da lui custodito.
Dopo molti tentativi, Paperone con astuzia raggirò il discendente di McTruc (anch'egli commerciante): questo placò il fantasma, contento perché il "torto" era stato finalmente riparato dopo molti secoli, mentre Jim ottene un contratto da un produttore.

### Brividi al circo(Leone)
Concluso il precedente racconto, siccome Paperone non vuole cedere i sui pezzi, né gli scienziati vendere il loro, i due gruppi decidono di unire le forze per completare più velocemente la Pietra
Topolino e Pippo cercano il ciondolo del Leone in possesso del domatore circense Lothar Hercules, che per coincidenza è in città, mentre Zapotec lascia a Paperone la posizione del prossimo, in quanto vicino a Paperopoli. Anche Gambadilegno si introduce nel circo, travestito da clown, per rubare il prezioso frammento. Il suo piano va in fumo grazie all'intervento di un leone che, pur essendo vecchio e sdentato, è ancora in grado di incutere una paura tremenda al grasso malvivente. Gli eroi trovano il ciondolo sul fiocco dell'elefante allevato dal nonno di Lothar. A causa dell'ingenuità di Pippo, Gambadilegno riesce a fuggire.

### Mode stellari(Vergine)
Paperino per rimediare a un danno provocato in una fabbrica di vestiti dello zione si reca al suo posto dal famoso stilista Johnny Bersace che possiede il ciondolo della Vergine , questi  accetta di darglielo, in cambio dell'aiuto dello sfortunato papero come modello, in quanto Paperone ha promesso di fargli pubblicità per un anno indossando le sue creazioni. Improvvisamente lo stilista viene rapito da strane donne extraterrestri, che hanno saputo di lui usando i satelliti terrestri e rubano anche la pietra: temendo l'ira di Paperone, Paperino, non visto, sale a bordo dell'astronave e si ritrova su un lontano pianeta, nella costellazione della Vergine.
Le aliene vogliono che lo stilista disegni per loro degli abiti, ma le sue creazioni non le soddisfano. Alla fine è Paperino a risolvere la situazione, visto che ha con sé un capo che manda in visibilio la loro regina: la sua giacca alla marinara.
Paperino avendone prodotte a centinaia per sbaglio a inizio storia, le porta sulla Terra e dopo averle comprate da Paperone pagandolo in gemme, se ne vanno lasciandone alcune anche a Paperino e restituendo il ciondolo.

### Ahi... le Hawai!(Pesci)
Gambadilegno decide di allearsi con Macchia Nera nella caccia alla Pietra Zodiacale: l'uomo in nero gli consiglia di lasciare che siano Topolino e soci a trovare i frammenti, per poi rubarli quando meno se l'aspettano.
Intanto dopo aver faticosamente conquistato il ciondolo della Vergine, Paperino va in vacanza con Qui, Quo e Qua su un'immaginaria isola delle Hawaii, coi soldi ricavati dalla vendita delle gemme.
Subito decide di partecipare alla grande lotteria, il cui vincitore passerà un'intera serata con l'affascinante Miss Aloha, una bellezza locale. Partecipa dunque alla caccia al tesoro organizzata dal villaggio turistico, che consente di ottenere biglietti extra. Dopo molte peripezie, tra cui l'incontro-scontro con uno squalo, Paperino trova il tesoro, una finta perla gigante (infatti un tempo l'isola era famosa per le sue perle) con cui ottiene metà dei biglietti della lotteria. "Investe" poi tutti i soldi rimasti per comprare l'altra metà dei biglietti, tranne uno che era già stato venduto.
Ma l'innata sfortuna di Paperino colpisce ancora: il biglietto vincente è infatti l'unico che non aveva acquistato... infatti l'aveva comprato l'odiato cugino Gastone, inviato da Zio Paperone sull'isola per trovare il ciondolo dei Pesci con Topolino, in quanto non sapendo in che isola si trovasse, hanno deciso di puntare tutto sulla fortuna.
Si scopre che fino a pochi anni fa, il ciondolo apparteneva a Boris Telefloro un marinaio e un cercatore di perle, che l'aveva donato proprio a Miss Aloha, ma l'uomo fuggì, rubando tutte le perle più preziose e rovinando l'economia dell'isola per sempre. Finito il racconto i nostri eroi sono costretti alla fuga in quanto gli isolani oltre a odiare i turisti che accolgono solo per tirare avanti, li credono amici del marinaio e vogliono essere risarciti, mentre la Miss rivela che gettò in mare il ciondolo quel brutto giorno. La proverbiale fortuna di Gastone è determinante per ritrovare la pietra nella bocca di un pesce sbattutogli in faccia dal cugino non appena il gruppo sale sulla barca che usa per scappare.

### Appuntamento a Parigi(Gemelli)
Topolino e Pippo vanno a Parigi per incontrare il conte Roland Gallant, proprietario di una delle maggiori aziende produttrici di biscotti, che possiede il ciondolo dei Gemelli. Durante il tragitto verso la villa dell'uomo, Pippo riceve l'attenzione di alcune ragazze che lo scambiano per un altro e poco dopo il maggiordomo del conte rimane molto sorpreso nel guardarlo. Il motivo è presto spiegato: Roland e Pippo sono assolutamente identici.
Il conte ha un'idea ed accetta di dare loro la pietra dei Gemelli se in cambio Pippo lo sostituirà per qualche giorno spiegandogli che teme che i suoi segreti industriali siano rubati da spie assoldate dai suoi rivali e che si nascondono tra le sue ammiratrici. Mentre Pippo lo sostituirà, lui potrà dedicarsi ad un suo progetto in tutta tranquillità. Pippo si trova così a vivere come il conte come prendere parte ai suoi impegni e parlare con i responsabili delle sue industrie (accidentalmente suggerisce una linea di biscotti basata sullo zodiaco dalla loro attuale avventura). Un paio di giorni dopo Pippo deve anche fare i conti con una delle fidanzate di Roland che, arrabbiata, gli fà un occhio nero.
Alla fine Pippo viene catturato, scoprendo l'identità del misterioso rapitore: è Rick il fratello gemello del conte, identico a lui ma molto più basso di statura... e completamente pazzo. Accusa Pippo - che crede essere suo fratello - di essere la causa del suo nanismo a causa dei colpi di cucchiaio che gli dava in testa da bambino, e per punirlo vuole segargli le gambe. L'intervento di Topolino salva l'amico che li ha trovati grazie a Roland, che rivela di aver mentito perché aveva scoperto che il fratello era evaso dal manicomio, come promesso dà loro il ciondolo, ma Pippo, si vendica lasciandogli un occhio nero, rendendolo di nuovo uguale lui, dopo aver scoperto di aver fatto da esca per tutto il tempo.

### Spectrus(Capricorno)
Paperino è di ritorno da Toronto, dove ha comprato per pochi spiccioli il ciondolo del Capricorno. Ma all'aeroporto di Paperopoli si presenta Spectrus, un supercriminale detto l'illusionista del crimine dall'aspetto di tale segno: il suo obiettivo è la preziosa coppa trasportata dall'aereo su cui viaggia Paperino e creata dal noto artista Momigliani. Spectrus ipnotizza tutti i poliziotti presenti e ruba la coppa, Paperino cerca di fermarlo ma viene ipnotizzato anche lui: il ladro nota il pendente d'oro, col suo segno di nascita, che il papero ha perso e lo prende come portafortuna.
Per recuperare la pietra, Paperino veste i panni di Paperinik e inizia a dare la caccia a Spectrus: l' affronta più volte, ma viene sempre sconfitto. Alla fine riesce a batterlo con l'astuzia: dopo aver convinto Momigliani a creare una mostra con alcune sue opere false, prima lo riprende con una telecamera mentre usa i suoi poteri ipnotici, poi proietta il filmato che lo ipnotizza, catturandolo. L'eroe si ritrova a fare da modello allo scultore in cambio dell'aiuto prestato (che si rivelerà molto lento nel lavoro) non prima di aver notato che ha ripreso il ciondolo in una sala con il busto di un Capricorno, iniziando a trovare strane le coincidenze sulle passate avventure

### Sotto il cielo dei Tropici(Cancro)
Topolino, Minni e Pluto vanno su un'isola all'altezza del Tropico del Cancro alla ricerca del prossimo ciondolo.
Esso appartiene all'albergatrice Jenny Antillis, che lo regalerà a Topolino solo se riuscirà a catturare il Trasformista, un pericoloso criminale maestro di travestimenti che dà la caccia a suo fratello Jack, ex-agente segreto. L'uomo in seguito alle minacce ricevute tende a essere sempre teso e nervoso.
Mentre Topolino indaga, Minni si gode la vacanza (per poi scoprire della missione del fidanzato), mentre Pluto si diverte un po' meno, visto che un granchio lo perseguita "pizzicandolo" più volte.
Dopo innumerevoli equivoci, Topolino riesce a smascherare il Trasformista (che in realtà è una delle ospiti dell'hotel e si era camuffata proprio da Jenny), con l'aiuto di Minni (che ha notato il cambio di profumo della ragazza), lo blocca grazie all'intervento di Pluto, facendo credere al cane che il nemico abbia in tasca proprio quel famoso granchio e salvando Jack. Alla fine Topolino ottiene il ciondolo del Cancro

### Il tesoro del pirata Barbagialla(Toro)
Qui, Quo e Qua sono in vacanza alla fattoria di Nonna Papera e si annoiano, preferirebbero infatti partecipare con gli adulti alla caccia alla Pietra Zodiacale.
Per distrarli, la nonna racconta loro le avventure del famoso pirata Barbagialla (parodia di Barbanera), che secondo una leggenda assaltava le navi di passaggio sulla costa, finché non venne sconfitto e nascose il suo tesoro in quei boschi. In seguito, con l'aiuto di Ciccio, organizza una caccia al tesoro, facendo credere ai nipotini che sia tutto vero: prepara una finta mappa e la nasconde in un vecchio cappello da ufficiale di marina, spacciato come appartenuto a Barbagialla, il "tesoro" sarà una delle squisite torte della nonna.
I nipotini trovano la mappa e si mettono in cerca del tesoro, senza capire che si tratta di un gioco. Alla fine arrivano all'ultima "stazione": una bandana rossa da pirata con le indicazioni sul luogo dove scavare. Ma all'improvviso un toro inferocito infilza il fazzoletto riducendolo a brandelli (nell'immaginario dei fumetti, i tori sono attratti dal colore rosso). Cercando di ricostruire le indicazioni, i nipotini sbagliano strada, la nonna non vendendoli arrivare, li trova ad un cerchio di alberi dove, scavando, trovano il vero tesoro di Barbagialla, un piccolo forziere, con alcune antiche monete, scoprendo da un messaggio lasciato dal pirata che era un gran spendaccione
In visita a zio Paperone con la nonna (che ha confessato la verità sul gioco), per far valutare il "tesoro", i ragazzi scoprono che questi è disperato perché ha scoperto che il possessore del ciondolo del Toro, imbarcatosi su una nave diretta in Cina per studiare l'astrologia cinese, fu derubato da Barbagialla. Ma i nipotini risolvono il problema: la pietra infatti è nel forziere da loro ritrovato.

### L'ariete magico(Ariete)
L'ultimo possessore del ciondolo dell'Ariete era Tom Clark, un ex-socio di Paperone: il ricco papero si ricorda del ciondolo e del fatto che, allo scioglimento della loro società, egli non ce l'aveva più.
Credendolo smarrito durante gli spostamenti della compagnia, in giro per il mondo. Topolino e Paperino si mettono pertanto alla ricerca del ciondolo, seguendo i ricordi di Paperone, che però si rivelano errati in ogni luogo, procurando anche diversi problemi.
Nel frattempo, la strega Amelia, sempre alla ricerca di un modo per rubare la Numero Uno, pensa di aver finalmente trovato l'arma definitiva: un ariete magico (che ha proprio la forma dell'animale da cui prende il nome), appartenuto al condottiero Scivolone l'Africano (parodia di Scipione l'Africano), in grado di abbattere ogni porta e muro. In una notte tempestosa, la strega sta per riuscire nel suo intento ed arriva nella stanza dei portafortuna (in cui è contenuta la Numero Uno), ma grazie al contemporaneo e tempestivo ritorno di Topolino e Paperino fallisce, anche a causa di un fulmine che incenerisce l'ariete, attratto dalle sue corna di ferro come parafulmini (dato che quello del deposito è rotto da tempo), costringendo Amelia alla fuga.
Alla fine, Paperone, scopre che il ciondolo ricercato per mezzo mondo è insieme ai vari portafortuna collezionati, Clark lo regalò a lui come segno di amicizia. Il miliardario deve così fuggire da Topolino e Paperino, furiosi per il tempo e la fatica che hanno sprecato per nulla.

### L'eredità di Zodiacus(Sagittario)
Ormai manca un solo ciondolo, il Sagittario, ma le tracce del suo possessore, un certo Pat Robson, si perdono nel West: partito con una carovana diretta all'Oregon, non è mai arrivato a destinazione e nessuno ha saputo più nulla di lui.
Pippo però trova quel nome nel diario del suo antenato Davy Pippet (parodia di Davy Crockett), detto il raddrizzatore di torti. Pippet aveva preso il giovane ed ingenuo Pat Robson sotto la sua ala protettrice, dopo averlo difeso da dei tipacci in un saloon. In seguito, la carovana fu attaccata da un gruppo di nativi americani dell'immaginaria tribù dei Nasi Rossi, che catturarono Pippet e Pat.
Il capo indiano Lupo-solitario-che-ulula-tra-i-monti-nevosi voleva ucciderli, ma intervenne la figlia, Cerbiatta-che-ride-tra-i-cespugli-del-bosco: innamoratasi a prima vista di Pat, chiese di poterlo sposare. Tuttavia affinché ciò avvenisse, secondo la legge della tribù, il ragazzo doveva dar prova di essere abile nell'uso dell'arco. Davy Pippet con astuzia fece credere al capo che il ciondolo del Sagittario di Pat indicasse proprio questo ("sagittario" significa "arciere") e, ottenuto un po' di tempo, sottopose il giovanotto ad un allenamento intensivo. Al termine, Pat strabiliò gli indiani costruendo un arco bellissimo e superando una difficile prova di tiro al bersaglio. Così Robson rinunciò all'Oregon, sposò Cerbiatta e visse per sempre con lei, donando la pietra a Pippet, il quale per ricordo della loro amicizia la cucì sulla sua faretra, oggetto che Topolino e Pippo alla fine ritrovano in un baule in soffitta.
Tutti si riuniscono al Museo Archeologico di Topolinia per riunire i dodici frammenti, ma irrompono Gambadilegno e Macchia Nera e se ne impossessano, i due hanno sempre spiato gli eroi. Ricomposta la Pietra Zodiacale, da essa esce il fantasma del Professor Zodiacus, che spiega essere stato imprigionato nei ciondoli (a causa di un non meglio precisato incantesimo), e avrebbe trovato la pace solo quando fossero stati rimessi insieme. Rivela di aver cercato di aiutare i personaggi per quel poco che poteva, cosa che spiega i colpi di fortuna e le coincidenze con i segni zodiacali.
Ringraziando i personaggi per averlo liberato, Zodiacus consegna loro in eredità alcuni rari e preziosi libri di astrologia, per poi sparire con la Pietra e spiega che il suo potere di vedere il futuro è solo una leggenda, e che nessun oroscopo potrà mai fare profezie, ma potrà al massimo suggerire come sfruttare al meglio le proprie inclinazioni astrali. Il futuro si "legge" nel passato, e si costruisce giorno per giorno.

## Errori
- Negli episodi Brividi al circo e Mode Stellari lo stilista ha due nomi diversi: infatti nel primo viene chiamato Tristan Dior, mentre nel secondo Johnny Bersace.